# Grand Prix Formule 1 van Italië 1963
De Grand Prix Formule 1 van Italië 1963 werd gehouden op 8 september op het Autodromo Nazionale Monza in Monza. Het was de zevende race van het seizoen.

## Uitslag
| Pos. | Nr. | Coureur                 | Constructeur      | Rondes | Tijd / Oorzaak uitval | Grid | Punten |
| ---- | --- | ----------------------- | ----------------- | ------ | --------------------- | ---- | ------ |
| 1    | 8   | Jim Clark               | Lotus-Climax      | 86     | 2:24:19.6             | 3    | 9      |
| 2    | 10  | Richie Ginther          | BRM               | 86     | + 1:35.0              | 4    | 6      |
| 3    | 18  | Bruce McLaren           | Cooper-Climax     | 85     | + 1 Ronde             | 8    | 4      |
| 4    | 32  | Innes Ireland           | BRP-BRM           | 84     | Motor                 | 10   | 3      |
| 5    | 22  | Jack Brabham            | Brabham-Climax    | 84     | + 2 Rondes            | 7    | 2      |
| 6    | 20  | Tony Maggs              | Cooper-Climax     | 84     | + 2 Rondes            | 13   | 1      |
| 7    | 58  | Jo Bonnier              | Cooper-Climax     | 84     | + 2 Rondes            | 11   |        |
| 8    | 30  | Jim Hall                | Lotus-BRM         | 84     | + 2 Rondes            | 17   |        |
| 9    | 66  | Maurice Trintignant     | BRM               | 83     | + 3 Rondes            | 20   |        |
| 10   | 40  | Mike Hailwood           | Lola-Climax       | 82     | + 4 Rondes            | 18   |        |
| 11   | 16  | Phil Hill               | ATS               | 79     | + 7 Rondes            | 14   |        |
| 12   | 48  | Bob Anderson            | Lola-Climax       | 79     | + 7 Rondes            | 19   |        |
| 13   | 6   | Mike Spence             | Lotus-Climax      | 73     | Oliedruk              | 9    |        |
| 14   | 24  | Dan Gurney              | Brabham-Climax    | 64     | Benzinesysteem        | 5    |        |
| 15   | 14  | Giancarlo Baghetti      | ATS               | 63     | + 23 Rondes           | 25   |        |
| 16   | 12  | Graham Hill             | BRM               | 59     | Koppeling             | 2    |        |
| DNF  | 54  | Jo Siffert              | Lotus-BRM         | 40     | Oliedruk              | 16   |        |
| DNF  | 2   | Lorenzo Bandini         | Ferrari           | 37     | Versnellingsbak       | 6    |        |
| DNF  | 42  | Masten Gregory          | Lotus-BRM         | 26     | Motor                 | 12   |        |
| DNF  | 4   | John Surtees            | Ferrari           | 16     | Motor                 | 1    |        |
| DNS  | 38  | Chris Amon              | Lola-Climax       |        | Trainingongeluk       |      |        |
| DNQ  | 64  | Mario de Araujo Cabral  | Cooper-Climax     |        |                       |      |        |
| DNQ  | 50  | Ian Raby                | Gilby-BRM         |        |                       |      |        |
| DNQ  | 34  | Tony Settember          | Scirocco-BRM      |        |                       |      |        |
| DNQ  | 28  | Carel Godin de Beaufort | Porsche           |        |                       |      |        |
| DNQ  | 62  | Ernesto Brambilla       | Cooper-Maserati   |        |                       |      |        |
| DNQ  | 46  | André Pilette           | Lotus-Climax      |        |                       |      |        |
| DNQ  | 44  | Roberto Lippi           | de Tomaso-Ferrari |        |                       |      |        |
| WD   | 26  | Gerhard Mitter          | Porsche           |        |                       |      |        |
| WD   | 36  | Ian Burgess             | Scirocco-BRM      |        |                       |      |        |
| WD   | 52  | Günther Seiffert        | Lotus-BRM         |        |                       |      |        |
| WD   | 56  | Carlo Abate             | Porsche           |        |                       |      |        |
| WD   | 60  | Gaetano Starrabba       | Lotus-Maserati    |        |                       |      |        |

## Statistieken
| Pole-position | John Surtees | Ferrari      | 1:37.3 |
| Snelste ronde | Jim Clark    | Lotus-Climax | 1:38.9 |

## Noot
- Dit was het debuut van de Italiaanse coureur Ernesto Brambilla en de Britse coureur Mike Spence.
- Dit was de honderdste Grand Prix-start voor een Amerikaanse coureur.
- Tiende snelste ronde voor Jim Clark.

1921 · 1922 · 1923 · 1924 · 1925 · 1926 · 1927 · 1928 · 1931 · 1932 · 1933 · 1934 · 1935 · 1936 · 1937 · 1938 · 1947 · 1948 · 1949 · 1950 · 1951 · 1952 · 1953 · 1954 · 1955 · 1956 · 1957 · 1958 · 1959 · 1960 · 1961 · 1962 · 1963 · 1964 · 1965 · 1966 · 1967 · 1968 · 1969 · 1970 · 1971 · 1972 · 1973 · 1974 · 1975 · 1976 · 1977 · 1978 · 1979 · 1980 · 1981 · 1982 · 1983 · 1984 · 1985 · 1986 · 1987 · 1988 · 1989 · 1990 · 1991 · 1992 · 1993 · 1994 · 1995 · 1996 · 1997 · 1998 · 1999 · 2000 · 2001 · 2002 · 2003 · 2004 · 2005 · 2006 · 2007 · 2008 · 2009 · 2010 · 2011 · 2012 · 2013 · 2014 · 2015 · 2016 · 2017 · 2018 · 2019 · 2020 · 2021 · 2022 · 2023 · 2024 · 2025